# FM 아오모리

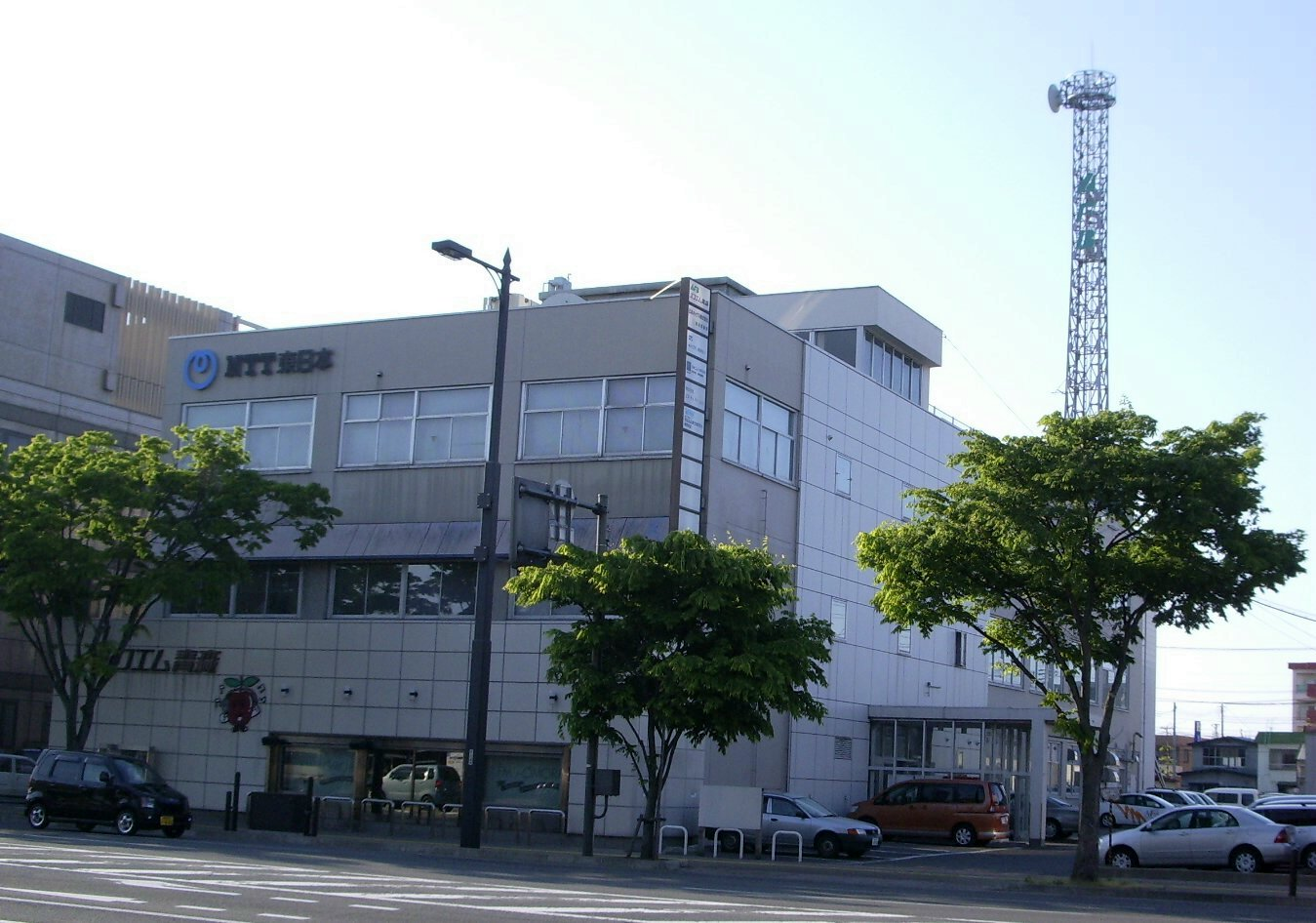
FM아오모리

FM 아오모리는 일본의 FM라디오 방송국으로 1987년 4월 1일 개국했으며 아오모리현에서 방송을 실시하고 있다. JFN에 가맹했으며 약칭은 AFB, 콜사인은 JOWU-FM이다.

## 연혁
- 1986년 7월 31일: 주식회사 FM아오모리 창립.
- 1987년 4월 1일: 본방송 개시.
- 1995년 4월 1일: FM 문자다중방송 개시.
- 2014년 3월 31일: FM 문자다중방송 종료.
- 2019년 2월 1일: 후카우라 중계국 개국.

## 주파수
- 아오모리 방송국:80.0MHz(출력:1kW)
- 하치노헤 중계국:78.4MHz(출력:500W)
- 무쓰 중계국:81.3MHz(출력:100W)
- 가미키타 중계국:84.3MHz(출력:10W)
- 후카우라 중계국:78.2MHz(출력:10W)

## 보충서술
- 현지의 지역 텔레비전 방송국인 아오모리 TV와 관계가 깊어 아오모리 TV에서 FM아오모리 홍보광고를 방송하고 있다.
- 회사 설립에 즈음해 아오모리시와 히로사키시에서 본사 유치로 인해 다투었다.

## 아오모리현에 있는 다른 텔레비전·라디오 방송국
- NHK 아오모리 방송국
- 아오모리 방송(TV는 니혼 TV 계열, 라디오는 JRN&NRN계열)
- 아오모리 TV(ATV)(도쿄 방송 계열)
- 아오모리 아사히 방송(ABA)(TV 아사히 계열)

## 같이 보기
- JFN